# Anthophora lepidodea
Anthophora lepidodea är en biart som beskrevs av Dours 1869. Anthophora lepidodea ingår i släktet pälsbin, och familjen långtungebin. Inga underarter finns listade i Catalogue of Life.